# Condizionamento (psicologia)
Il condizionamento è quel processo che si verifica con l'associazione di uno stimolo incondizionato (naturale) ad uno condizionato (artificiale) in un organismo, dove lo stimolo incondizionato induce naturalmente una risposta della cui prossimità lo stimolo condizionato (arbitrario) si avvale.
La scoperta empirica del condizionamento è attribuita al fisiologo russo Ivan Pavlov che, studiando il fenomeno della secrezione psichica di Ivan Michajlovič Sečenov nelle reazioni dei cani alla presentazione di cibo, vi si imbatté casualmente. Egli notò che gli animali salivavano appena entrava nella stanza, associando la sua presenza (stimolo condizionato) al cibo (stimolo incondizionato, poiché naturalmente il cibo provoca salivazione).
L'esperimento fu verificato da Pavlov utilizzando come stimolo condizionato il suono di un campanello.

## Condizionamento classico
John Watson vide negli esperimenti di Pavlov i fondamenti sperimentali del comportamentismo da lui precedentemente elaborato (è del 1913 il suo articolo Psycology as a Behaviourist Views It). Successivamente egli sperimentò il condizionamento classico su un orfano di nove mesi di nome Albert nel "primo caso di fobia indotta sperimentalmente". Associando uno stimolo neutro (un topolino bianco) ad un forte rumore atto a indurre spavento, Watson indusse non solo il povero Albert ad associare al topolino (inizialmente stimolo neutro) lo spavento (come risposta al rumore, stimolo incondizionato dello spavento) ma a generalizzare la fobia di Albert per il topo ad "un'ampia serie di oggetti piccoli e pelosi, compresa la barba dello sperimentatore".

## Condizionamento operante
Elaborato da Burrhus Skinner, il condizionamento operante inverte le fasi del condizionamento classico: la risposta precede lo stimolo che funge da rinforzo. Le risposte ambientali nel comportamento operante possono essere: rinforzi, atti a indurre la ripetizione di un comportamento, punitori atti a dissuaderlo, oppure operanti neutrali.

### Comportamentismo radicale modificato
L'esperimento più noto di Skinner riguarda la somministrazione di cibo a piccioni chiusi in una gabbia che prenderà il nome di skinner box. La somministrazione di cibo avveniva premendo una leva con il becco e se, appreso il comportamento tramite il rinforzo, il cibo veniva somministrato ad intervalli regolari, i piccioni iniziavano ad associare alla somministrazione di cibo un atto arbitrario come lo scuotere la testa con la somministrazione del cibo cui casualmente corrispose.
La posizione di Skinner è anche nota come comportamentismo radicale modificato.